# Asor
El asor (en hebreo: עָשׂוֹר‎ ʿasowr; de עשר eśer, significado "diez") era un instrumento musical de "diez cuerdas" mencionado en la Biblia. Hay poco acuerdo sobre qué tipo de instrumento era o sobre qué instrumentos tenían similitudes con él.